# Waverly (Florida)
Waverly és una concentració de població designada pel cens dels Estats Units a l'estat de Florida. Segons el cens del 2000 tenia 1.927 habitants.

## Demografia
Segons el cens del 2000, Waverly tenia 1.927 habitants, 864 habitatges, i 603 famílies. La densitat de població era de 210,2 habitants/km².
Dels 864 habitatges en un 15,3% hi vivien nens de menys de 18 anys, en un 56,6% hi vivien parelles casades, en un 10,2% dones solteres, i en un 30,2% no eren unitats familiars. En el 27,5% dels habitatges hi vivien persones soles el 18,5% de les quals corresponia a persones de 65 anys o més que vivien soles. El nombre mitjà de persones vivint en cada habitatge era de 2,23 i el nombre mitjà de persones que vivien en cada família era de 2,65.
Per edats la població es repartia de la següent manera: un 18,4% tenia menys de 18 anys, un 5,4% entre 18 i 24, un 16,2% entre 25 i 44, un 20,9% de 45 a 60 i un 39% 65 anys o més.
L'edat mediana era de 56 anys. Per cada 100 dones de 18 o més anys hi havia 87,7 homes.
La renda mediana per habitatge era de 23.720 $ i la renda mediana per família de 30.382 $. Els homes tenien una renda mediana de 21.853 $ mentre que les dones 24.931 $. La renda per capita de la població era de 17.203 $. Entorn del 13,5% de les famílies i el 15,2% de la població estaven per davall del llindar de pobresa.

## Poblacions més properes
El següent diagrama mostra les poblacions més properes.